# 喉返神經
喉返神經（Recurrent Laryngeal Nerve）是人體第十對腦神經迷走神经（Vagus Nerve）的分支，腦神經出現在所有的脊椎動物上，因此在其他種類的脊椎動物身上也具有喉返神經。

## 功能
控制喉部（larynx）的運動，除環甲肌之外的喉部肌肉均受到其支配。

## 解剖位置
喉返神經隨迷走神經分為左右兩側，左側由左迷走神經下側神經節到達主動脈弓之前從迷走神經分支出來，跨越主動脈弓下方後環繞主動脈弓向上返回氣管，最後進入喉部。而右喉返神經同樣分支在下側神經節，不過是環繞右鎖骨下動脈後再返回喉部。
喉返神經是從食道前繞一圈，部份變異是直接從食道後面過去。

## 特色
喉返神經一如其名，解剖路徑先向下深入心臟周邊再返回喉部，支配喉部運動。其最著名的特色，便是在所有的脊椎動物中，隨著頸部的長度增加，喉返神經便要繞更遠的路徑來返回喉部，因此在長頸鹿身上的喉返神經便長得驚人，常令生物學家與解剖學家稱奇，而且也一如其他的痕跡器官與DNA遺跡，喉返神經被視為脊椎動物演化上一個十分著名的歷史遺跡。

## 演化論角度看喉返神經
喉返神經最早應是在原始魚類身上出現，做為控制腮部肌肉的一條腦神經，而隨著脊椎動物登陸以及羊膜動物的演化，動物出現明顯的頸部，喉返神經的路徑並無法從頭設計，沒有重新接駁到更流暢的路線，而是延續祖先繞路心臟後再回到喉部的特徵，只能隨著不同動物的頸部演化出不同的長度，而這條神經在同為脊椎動物的恐龍身上也具有，在頸部特長的大型蜥腳類恐龍（Sauropod dinosaurs）中，特別是波塞東龍（Sauroposeidon）、迷惑龍（Apatosaurus）、阿根廷龍（Argentinosaurus）與易碎雙腔龍（A. fragillimus）這些著名的長頸恐龍身上，喉返神經可以達到誇張的20米至40米長度。這條曲折離奇的神經突顯出演化論的核心精神之一，便是演化無法從頭再來，只是舊有構造的新適應，如動物的前肢，直立人類的靈巧雙手，鳥類的翅膀等，均是魚類祖先身上胸鰭的新應用。

## 外部連結
- Anatomy figure: 21:04-01 at Human Anatomy Online, SUNY Downstate Medical Center
- （英文）cranialnerves 在韦斯利诺曼的解剖课上（乔治城大学） (X)
- 喉返神经：进化走的弯路（页面存档备份，存于）
- 在Youtube上觀看喉返神經與演化論 （页面存档备份，存于）
- Dissection of a giraffe displaying the laryngeal nerve（页面存档备份，存于） (youTube（页面存档备份，存于）)